# Ouratea obtusifolia
Ouratea obtusifolia là một loài thực vật có hoa trong họ Ochnaceae. Loài này được (Lam.) Gilg mô tả khoa học đầu tiên năm 1893.